# Temporada 1997-98 de los Charlotte Hornets
La temporada 1997-98 fue la décima de los Charlotte Hornets en la NBA. La temporada regular acabó con 51 victorias y 31 derrotas, ocupando el cuarto puesto de la conferencia Este, clasificándose para los playoffs, en los que cayeron en las semifinales de conferencia ante los Chicago Bulls.

## Elecciones en elDraft
Los Hornets no dispusieron de ninguna elección en el Draft de 1997.

## Temporada regular
| División Central      | División Central | División Central | División Central | División Central | División Central | División Central | División Central | División Central |
| Equipo                | G                | P                | %                | PD               | Casa             | Fuera            | Div              |                  |
| --------------------- | ---------------- | ---------------- | ---------------- | ---------------- | ---------------- | ---------------- | ---------------- | ---------------- |
| y-Chicago Bulls       | 62               | 20               | .756             | –                | 37–4             | 25–16            | 21–7             |                  |
| x-Indiana Pacers      | 58               | 24               | .707             | 4                | 32–9             | 26–15            | 19–9             |                  |
| x-Charlotte Hornets   | 51               | 31               | .622             | 11               | 32–9             | 19–22            | 16–12            |                  |
| x-Atlanta Hawks       | 50               | 32               | .610             | 12               | 29–12            | 21–20            | 19–9             |                  |
| x-Cleveland Cavaliers | 47               | 35               | .573             | 15               | 27–14            | 20–21            | 14–14            |                  |
| Detroit Pistons       | 37               | 45               | .451             | 25               | 25–16            | 12–29            | 12–16            |                  |
| Milwaukee Bucks       | 36               | 46               | .439             | 26               | 21–20            | 15–26            | 9–19             |                  |
| Toronto Raptors       | 16               | 66               | .195             | 46               | 9–32             | 7–34             | 2–26             |                  |

## Playoffs

### Primera ronda
Charlotte Hornets  vs. Atlanta Hawks
| Fecha       | Partido                                | Ciudad    |
| ----------- | -------------------------------------- | --------- |
| 23 de abril | Charlotte Hornets 97, Atlanta Hawks 87 | Charlotte |
| 25 de abril | Charlotte Hornets 92, Atlanta Hawks 85 | Charlotte |
| 28 de abril | Atlanta Hawks 96, Charlotte Hornets 64 | Atlanta   |
| 1 de mayo   | Atlanta Hawks 82, Charlotte Hornets 91 | Atlanta   |
|             | Charlotte Hornets gana las series 3-1  |           |

### Semifinales de Conferencia
Chicago Bulls  vs. Charlotte Hornets
| Fecha      | Partido                                 | Ciudad    |
| ---------- | --------------------------------------- | --------- |
| 3 de mayo  | Chicago Bulls 83, Charlotte Hornets 70  | Chicago   |
| 6 de mayo  | Chicago Bulls 76, Charlotte Hornets 78  | Chicago   |
| 8 de mayo  | Charlotte Hornets 89, Chicago Bulls 103 | Charlotte |
| 10 de mayo | Charlotte Hornets 80, Chicago Bulls 94  | Charlotte |
| 13 de mayo | Chicago Bulls 93, Charlotte Hornets 84  | Chicago   |
|            | Chicago Bulls gana las series 4-1       |           |

## Estadísticas

### Temporada regular
| Rk | Jugador          | Edad | Pos. | P  | PT | MP   | TC  | TCI  | %TC  | T3  | T3I | %T3   | TL  | TLI | %TL   | RO  | RD  | RT   | AS  | RB  | TAP | BP  | FP  | PTS  |
| -- | ---------------- | ---- | ---- | -- | -- | ---- | --- | ---- | ---- | --- | --- | ----- | --- | --- | ----- | --- | --- | ---- | --- | --- | --- | --- | --- | ---- |
| 1  | Glen Rice        | 30   | SF   | 82 | 82 | 40.2 | 7.7 | 16.9 | .457 | 1.6 | 3.7 | .433  | 5.2 | 6.1 | .849  | 1.1 | 3.2 | 4.3  | 2.2 | 0.9 | 0.3 | 2.2 | 2.4 | 22.3 |
| 2  | Anthony Mason    | 31   | PF   | 81 | 80 | 38.9 | 4.8 | 9.4  | .509 | 0.0 | 0.0 | .000  | 3.2 | 5.0 | .649  | 2.2 | 8.0 | 10.2 | 4.2 | 0.8 | 0.2 | 1.8 | 2.2 | 12.8 |
| 3  | David Wesley     | 27   | PG   | 81 | 81 | 35.1 | 4.7 | 10.7 | .443 | 0.7 | 2.1 | .347  | 2.8 | 3.6 | .795  | 0.6 | 2.0 | 2.6  | 6.5 | 1.7 | 0.4 | 2.8 | 2.8 | 13.0 |
| 4  | Bobby Phills     | 28   | SG   | 62 | 61 | 30.4 | 4.0 | 8.9  | .446 | 0.7 | 1.8 | .386  | 1.7 | 2.3 | .757  | 1.0 | 2.5 | 3.5  | 3.0 | 1.3 | 0.3 | 1.7 | 2.9 | 10.4 |
| 5  | Vlade Divac      | 29   | C    | 64 | 41 | 28.2 | 4.2 | 8.4  | .498 | 0.0 | 0.2 | .214  | 2.0 | 2.9 | .691  | 2.9 | 5.2 | 8.1  | 2.7 | 1.3 | 1.5 | 1.8 | 2.8 | 10.4 |
| 6  | Matt Geiger      | 28   | C    | 78 | 42 | 23.6 | 4.6 | 9.1  | .505 | 0.0 | 0.1 | .091  | 2.2 | 3.0 | .712  | 2.5 | 4.2 | 6.7  | 1.0 | 0.9 | 1.1 | 1.4 | 2.4 | 11.3 |
| 7  | Dell Curry       | 33   | SG   | 52 | 1  | 18.7 | 3.7 | 8.3  | .447 | 1.2 | 2.8 | .421  | 0.8 | 1.0 | .788  | 0.5 | 1.4 | 1.9  | 1.3 | 0.6 | 0.1 | 1.0 | 1.6 | 9.4  |
| 8  | Vernon Maxwell   | 32   | SG   | 31 | 0  | 15.1 | 2.5 | 5.8  | .428 | 1.0 | 2.8 | .360  | 0.8 | 1.1 | .735  | 0.3 | 1.1 | 1.4  | 1.3 | 0.5 | 0.1 | 0.9 | 1.6 | 6.8  |
| 9  | J.R. Reid        | 29   | PF   | 79 | 1  | 14.0 | 1.8 | 4.0  | .459 | 0.0 | 0.1 | .375  | 1.1 | 1.5 | .730  | 0.9 | 1.7 | 2.7  | 0.6 | 0.4 | 0.2 | 0.8 | 2.2 | 4.9  |
| 10 | Corey Beck       | 26   | PG   | 59 | 14 | 12.5 | 1.2 | 2.7  | .459 | 0.0 | 0.1 | .500  | 0.7 | 1.0 | .729  | 0.5 | 1.1 | 1.5  | 1.7 | 0.6 | 0.1 | 1.2 | 1.7 | 3.2  |
| 11 | B.J. Armstrong   | 30   | PG   | 62 | 0  | 12.5 | 1.6 | 3.1  | .510 | 0.1 | 0.5 | .265  | 0.6 | 0.7 | .860  | 0.2 | 0.9 | 1.1  | 2.3 | 0.4 | 0.0 | 0.6 | 1.1 | 3.9  |
| 12 | Tony Delk        | 24   | PG   | 3  | 0  | 11.3 | 1.0 | 1.3  | .750 | 0.3 | 0.3 | 1.000 | 0.3 | 0.7 | .500  | 0.0 | 0.7 | 0.7  | 1.0 | 0.0 | 0.0 | 1.3 | 2.7 | 2.7  |
| 13 | Jeff Grayer      | 32   | SG   | 1  | 0  | 11.0 | 0.0 | 4.0  | .000 | 0.0 | 3.0 | .000  | 0.0 | 0.0 |       | 0.0 | 0.0 | 0.0  | 1.0 | 0.0 | 0.0 | 2.0 | 0.0 | 0.0  |
| 14 | Donald Royal     | 31   | SF   | 29 | 5  | 10.5 | 0.8 | 2.2  | .381 | 0.0 | 0.0 |       | 0.9 | 1.0 | .897  | 0.6 | 0.7 | 1.3  | 0.6 | 0.2 | 0.0 | 0.2 | 1.0 | 2.6  |
| 15 | Travis Williams  | 28   | SF   | 39 | 0  | 9.4  | 1.4 | 3.1  | .471 | 0.0 | 0.0 | .000  | 0.6 | 1.2 | .522  | 1.4 | 1.0 | 2.4  | 0.5 | 0.5 | 0.1 | 0.8 | 1.4 | 3.5  |
| 16 | Muggsy Bogues    | 33   | PG   | 2  | 0  | 8.0  | 1.0 | 2.5  | .400 | 0.0 | 0.0 |       | 1.0 | 1.0 | 1.000 | 0.0 | 0.5 | 0.5  | 2.0 | 1.0 | 0.0 | 0.5 | 1.0 | 3.0  |
| 17 | Tony Farmer      | 28   | C    | 27 | 2  | 6.3  | 0.6 | 2.0  | .321 | 0.1 | 0.3 | .222  | 1.1 | 1.4 | .795  | 0.6 | 0.6 | 1.2  | 0.2 | 0.4 | 0.1 | 0.3 | 0.9 | 2.5  |
| 18 | Michael McDonald | 28   | C    | 1  | 0  | 4.0  | 0.0 | 0.0  |      | 0.0 | 0.0 |       | 0.0 | 0.0 |       | 1.0 | 0.0 | 1.0  | 0.0 | 0.0 | 0.0 | 2.0 | 1.0 | 0.0  |

### Playoffs
| Rk | Jugador         | Edad | Pos. | P | PT | MP   | TC  | TCI  | %TC  | T3  | T3I | %T3  | TL  | TLI | %TL   | RO  | RD  | RT   | AS  | RB  | TAP | BP  | FP  | PTS  |
| -- | --------------- | ---- | ---- | - | -- | ---- | --- | ---- | ---- | --- | --- | ---- | --- | --- | ----- | --- | --- | ---- | --- | --- | --- | --- | --- | ---- |
| 1  | Glen Rice       | 30   | SF   | 9 | 9  | 41.0 | 9.1 | 19.2 | .474 | 1.2 | 4.0 | .306 | 3.3 | 4.0 | .833  | 1.2 | 4.4 | 5.7  | 1.4 | 0.6 | 0.3 | 1.4 | 2.9 | 22.8 |
| 2  | Anthony Mason   | 31   | PF   | 9 | 9  | 40.8 | 6.3 | 11.0 | .576 | 0.0 | 0.1 | .000 | 2.8 | 4.7 | .595  | 1.9 | 6.0 | 7.9  | 3.4 | 0.9 | 0.0 | 2.4 | 1.9 | 15.4 |
| 3  | Vlade Divac     | 29   | C    | 9 | 9  | 38.3 | 4.7 | 9.7  | .483 | 0.0 | 0.1 | .000 | 2.2 | 3.7 | .606  | 2.8 | 8.1 | 10.9 | 3.4 | 0.8 | 1.6 | 2.4 | 3.8 | 11.6 |
| 4  | David Wesley    | 27   | PG   | 9 | 9  | 31.7 | 3.7 | 9.2  | .398 | 1.0 | 2.3 | .429 | 1.7 | 2.3 | .714  | 0.6 | 1.4 | 2.0  | 6.7 | 0.8 | 0.0 | 2.1 | 2.8 | 10.0 |
| 5  | Bobby Phills    | 28   | SG   | 9 | 9  | 29.9 | 2.8 | 7.1  | .391 | 0.6 | 1.9 | .294 | 0.2 | 0.9 | .250  | 0.4 | 2.1 | 2.6  | 2.7 | 1.1 | 0.2 | 1.4 | 2.7 | 6.3  |
| 6  | Dell Curry      | 33   | SG   | 9 | 0  | 19.0 | 2.3 | 5.8  | .404 | 0.4 | 1.8 | .250 | 0.7 | 0.8 | .857  | 0.7 | 1.4 | 2.1  | 1.1 | 0.8 | 0.3 | 0.6 | 2.3 | 5.8  |
| 7  | B.J. Armstrong  | 30   | PG   | 9 | 0  | 16.2 | 1.8 | 4.7  | .381 | 0.2 | 0.6 | .400 | 0.3 | 0.4 | .750  | 0.2 | 0.9 | 1.1  | 2.0 | 0.7 | 0.0 | 0.7 | 1.2 | 4.1  |
| 8  | J.R. Reid       | 29   | PF   | 9 | 0  | 12.7 | 1.2 | 3.1  | .393 | 0.0 | 0.1 | .000 | 0.9 | 1.1 | .800  | 0.8 | 1.4 | 2.2  | 0.2 | 0.3 | 0.2 | 1.2 | 2.6 | 3.3  |
| 9  | Donald Royal    | 31   | SF   | 4 | 0  | 7.0  | 0.8 | 1.8  | .429 | 0.0 | 0.0 |      | 0.8 | 1.0 | .750  | 0.0 | 1.0 | 1.0  | 0.3 | 0.0 | 0.0 | 0.3 | 1.0 | 2.3  |
| 10 | Matt Geiger     | 28   | C    | 4 | 0  | 5.5  | 0.3 | 1.5  | .167 | 0.0 | 0.0 |      | 0.0 | 0.0 |       | 0.8 | 0.5 | 1.3  | 0.3 | 0.0 | 0.0 | 0.3 | 0.5 | 0.5  |
| 11 | Travis Williams | 28   | SF   | 4 | 0  | 4.5  | 0.3 | 0.8  | .333 | 0.0 | 0.0 |      | 0.8 | 1.0 | .750  | 0.3 | 1.0 | 1.3  | 0.0 | 0.3 | 0.3 | 0.0 | 0.8 | 1.3  |
| 12 | Corey Beck      | 26   | PG   | 6 | 0  | 4.3  | 1.0 | 2.0  | .500 | 0.2 | 0.3 | .500 | 0.3 | 0.3 | 1.000 | 0.2 | 0.0 | 0.2  | 0.0 | 0.7 | 0.0 | 0.5 | 0.7 | 2.5  |

## Galardones y récords
| Jugador   | Galardón                               |
| Glen Rice | 3.er Mejor quinteto de la NBA All-Star |